# Écouis
Écouis est une commune française située dans le département de l'Eure en région Normandie.
Ses habitants sont appelés les Escoviens.
Géographiquement et historiquement Écouis est un village du Vexin normand.

## Géographie

### Localisation
Située sur la route reliant Paris à Rouen, c'est une petite localité d'environ 800 habitants. Elle comprend les hameaux de Mussegros, Villerest et Brémule.
|                                                        | Val d'Orger (comm. dél. de Gaillardbois-Cressenville) | Touffreville Mesnil-Verclives                |
| Bacqueville Houville-en-Vexin                          | Écouis                                                | Frenelles-en-Vexin (comm. dél. de Boisemont) |
| Frenelles-en-Vexin (comm. dél. de Fresne-l'Archevêque) | Frenelles-en-Vexin (comm. dél. de Corny)              |                                              |

### Hydrographie
La commune est située dans le bassin Seine-Normandie. Elle est drainée par le fossé 01 de la commune de Ecouis, le fossé 02 de la commune de Ecouis, le fossé 04 de la commune de Ecouis et le fossé 05 de la commune de Ecouis,,.

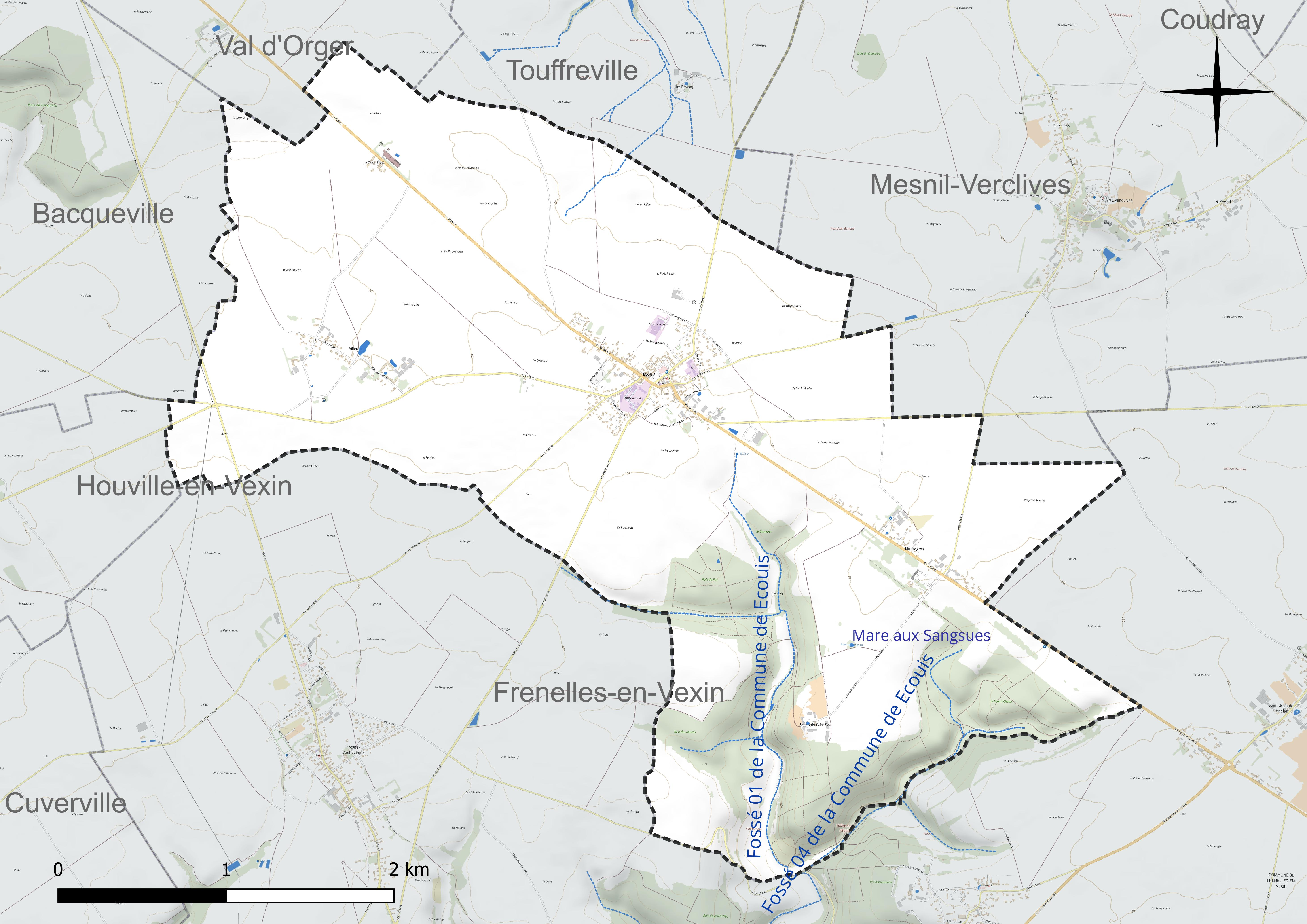
Réseau hydrographique d'Écouis.

Un plan d'eau complète le réseau hydrographique : la mare aux Sangsues (0 ha),.

### Climat
Pour des articles plus généraux, voir Climat de la Normandie et Climat de l'Eure.
En 2010, le climat de la commune est de type climat océanique dégradé des plaines du Centre et du Nord, selon une étude du CNRS s'appuyant sur une série de données couvrant la période 1971-2000. En 2020, Météo-France publie une typologie des climats de la France métropolitaine dans laquelle la commune est exposée à un climat océanique et est dans la région climatique  Côtes de la Manche orientale, caractérisée par un faible ensoleillement (1 550 h/an) ; forte humidité de l’air (plus de 20 h/jour avec humidité relative > 80 % en hiver), vents forts fréquents. Parallèlement le GIEC normand, un groupe régional d’experts sur le climat, différencie quant à lui, dans une étude de 2020, trois grands types de climats pour la région Normandie, nuancés à une échelle plus fine par les facteurs géographiques locaux. La commune est, selon ce zonage, exposée à un « climat des plateaux abrités », correspondant aux plaines agricoles de l’Eure, avec une pluviométrie beaucoup plus faible que dans la plaine de Caen en raison du double effet d’abri provoqué par les collines du Bocage normand et par celles qui s’étendent sur un axe du Pays d'Auge au Perche.
Pour la période 1971-2000, la température annuelle moyenne est de 10,1 °C, avec  une amplitude thermique annuelle de 14,1 °C. Le cumul annuel moyen de précipitations est de 761 mm, avec 12,1 jours de précipitations en janvier et 8,3 jours en juillet. Pour la période 1991-2020, la température moyenne annuelle observée sur la station météorologique la plus proche, située sur la commune d'Étrépagny à 13 km à vol d'oiseau, est de 11,3 °C et le cumul annuel moyen de précipitations est de 774,0 mm,. Pour l'avenir, les paramètres climatiques de la commune estimés pour 2050 selon différents scénarios d’émission de gaz à effet de serre sont consultables sur un site dédié publié par Météo-France en novembre 2022.

## Urbanisme

### Typologie
Au 1er janvier 2024, Écouis est catégorisée commune rurale à habitat dispersé, selon la nouvelle grille communale de densité à 7 niveaux définie par l'Insee en 2022.
Elle est située hors unité urbaine. Par ailleurs la commune fait partie de l'aire d'attraction de Paris, dont elle est une commune de la couronne,. 

### Occupation des sols
L'occupation des sols de la commune, telle qu'elle ressort de la base de données européenne d’occupation biophysique des sols Corine Land Cover (CLC), est marquée par l'importance des territoires agricoles (80,8 % en 2018), en diminution par rapport à 1990 (83,2 %). La répartition détaillée en 2018 est la suivante : 
terres arables (78,9 %), forêts (13,6 %), zones urbanisées (5,6 %), prairies (1,9 %). L'évolution de l’occupation des sols de la commune et de ses infrastructures peut être observée sur les différentes représentations cartographiques du territoire : la carte de Cassini (XVIIIe siècle), la carte d'état-major (1820-1866) et les cartes ou photos aériennes de l'IGN pour la période actuelle (1950 à aujourd'hui).

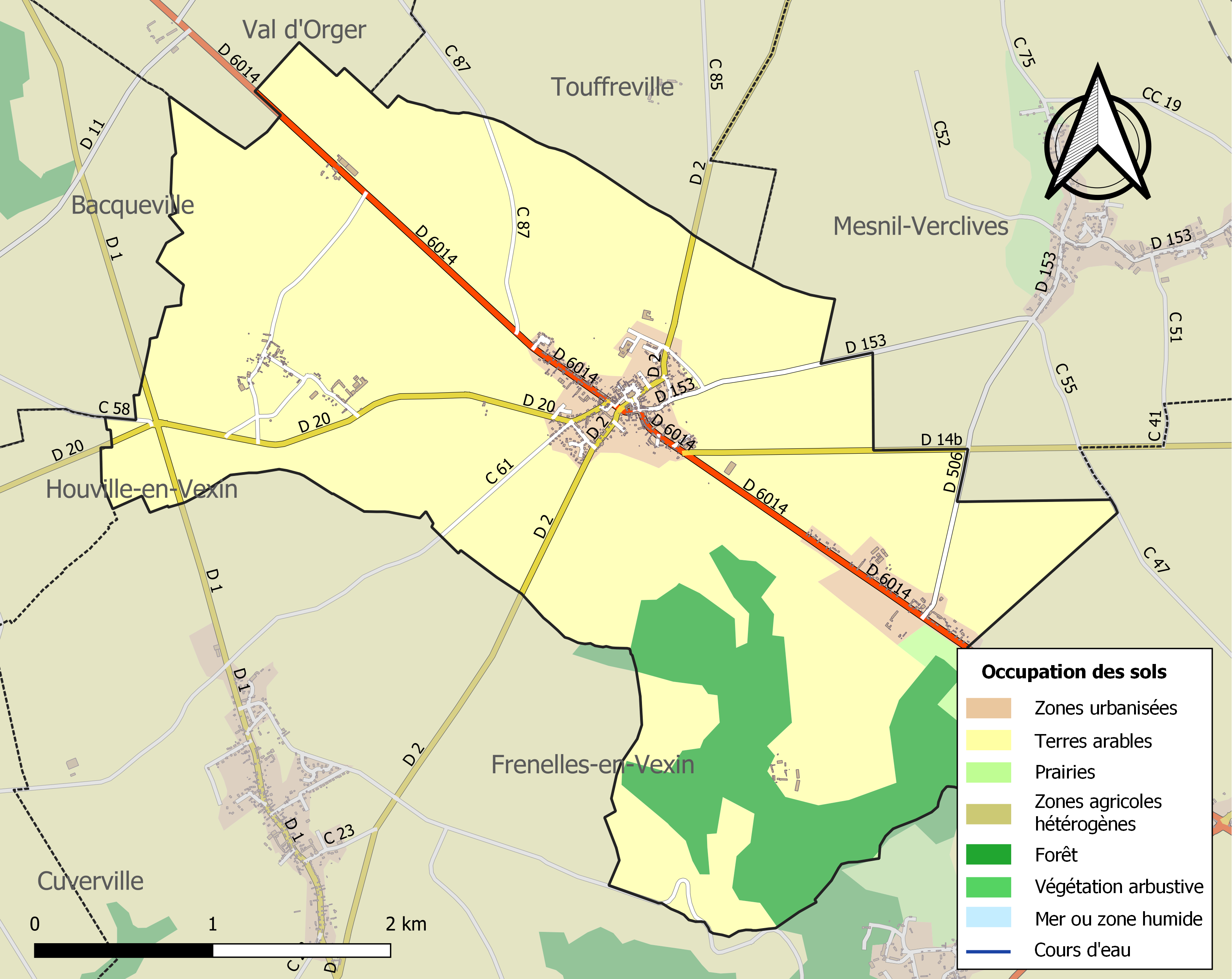
Carte des infrastructures et de l'occupation des sols de la commune en 2018 (CLC).

## Toponymie
Le village est attesté sous les formes Scodeis XIe siècle, Escoies XIIIe siècle, Escoyæ en 1305 (Trésor des Chartes), Escoyes et Escoyæ en 1308 (charte de Philippe le Bel), Écouyes en 1357 (Trésor des Chartes), Escouyes en 1470, Escouis en 1709 (dénombrement du royaume), Écouy en 1722 (Piganiol de la Force et Masseville), Écouy en 1759 (Déclaration royale).
François de Beaurepaire suggère une forme en -iacas, suffixe à l'accusatif pluriel, issu de  -acum et qui explique les terminaisons en -ies de Picardie, de Belgique et dont il existe quelques applications en Normandie (cf. Guiseniers, Dardez, également dans l'Eure). Il marque la propriété et est généralement précédé d'un anthroponyme
Par contre, il doute de l'existence du nom de personne Scotus qui pourrait expliquer le premier élément. Ce même anthroponyme est reconnu par Albert Dauzat et Charles Rostaing dans le nom de lieu Écouen (Escuem XIIe siècle).
Conjecturellement, on peut interpréter le premier élément par l'appellatif germanique skauti « hauteur, pente » ou *skot « bosquet », que l'on retrouverait dans Écos (Escoz v. 1034, Scoht 1060).
Comme c'est souvent le cas, le gentilé ne tient pas compte des formes anciennes qui impliqueraient les Escotiens.

## Histoire
Ritumagos, station sur la voie romaine allant de Graville à Troyes, citée dans l'itinéraire d'Antonin et la table de Peutinger.
En 1141, Alfred, seigneur de Gamaches, donne l'église Saint-Aubin à l'abbaye du Bec. En 1307, le roi Philippe le Bel offrit la seigneurie d'Écouis à Enguerrand de Marigny. Celui-ci habitait au manoir du Fay, aujourd'hui détruit. Il a fondé un hospice et une collégiale de douze chanoines qui ont perduré jusqu'à la Révolution.
En 1800, Écouis perd sa courte qualité de chef-lieu de canton. En 1843, elle absorbe la commune de Villerest.
Le 14 octobre 1870, lors de la Guerre franco-allemande de 1870,  eut lieu le combat d'Écouis qui oppose les Prussiens au 3e hussards,,.
Au XIXe siècle, la commune comprend « 9 débits de boissons, 2 hôtels restaurants, 3 épiceries, 2 garagistes, charron, bourrelier, cordonnier, grainetier, quincaillerie, 2 couvreurs, 3 maçons, menuisiers et même un photographe ». La commune construit la mairie actuelle en 1903, pour une somme de 40 000 francs, grâce au legs de madame Gloria.
En septembre 1914, un commando allemand chargé de faire sauter le pont d'Oissel, traversa le village, à bord de véhicules à moteur.

## Politique et administration
| Période                                  | Période  | Identité                    | Étiquette | Qualité         |
| ---------------------------------------- | -------- | --------------------------- | --------- | --------------- |
| Les données manquantes sont à compléter. |          |                             |           |                 |
| ca 1831                                  | ca 1850  | Jean Langlois               |           |                 |
| ca 1850                                  |          | François Joseph Delaisement |           |                 |
| Les données manquantes sont à compléter. |          |                             |           |                 |
| ca 1885                                  |          | Hippolyte Anquetin          |           |                 |
| ca 1889                                  |          | Potignet                    |           |                 |
| ca 1893                                  |          | F. Sosique                  |           |                 |
| Les données manquantes sont à compléter. |          |                             |           |                 |
| 1936                                     |          | Georges Lebatard            |           |                 |
| Les données manquantes sont à compléter. |          |                             |           |                 |
| mars 2001                                | 2008     | Christine Delafontaine      |           |                 |
| 2008                                     | 2014     | Claude Roussel              |           |                 |
| 2014                                     | En cours | Patrick Loseille            |           | Agent technique |

## Démographie
L'évolution du nombre d'habitants est connue à travers les recensements de la population effectués dans la commune depuis 1793. Pour les communes de moins de 10 000 habitants, une enquête de recensement portant sur toute la population est réalisée tous les cinq ans, les populations de référence des années intermédiaires étant quant à elles estimées par interpolation ou extrapolation. Pour la commune, le premier recensement exhaustif entrant dans le cadre du nouveau dispositif a été réalisé en 2007.

En 2022, la commune comptait 849 habitants, en évolution de +3,28 % par rapport à 2016 (Eure : −0,25 %, France hors Mayotte : +2,11 %).
| 1793 | 1800 | 1806 | 1821 | 1831 | 1836 | 1841 | 1846 | 1851 |
| ---- | ---- | ---- | ---- | ---- | ---- | ---- | ---- | ---- |
| 568  | 643  | 637  | 628  | 729  | 900  | 923  | 928  | 879  |

| 1856 | 1861 | 1866 | 1872 | 1876 | 1881 | 1886 | 1891 | 1896 |
| ---- | ---- | ---- | ---- | ---- | ---- | ---- | ---- | ---- |
| 957  | 849  | 946  | 944  | 964  | 888  | 880  | 833  | 802  |

| 1901 | 1906 | 1911 | 1921 | 1926 | 1931 | 1936 | 1946 | 1954 |
| ---- | ---- | ---- | ---- | ---- | ---- | ---- | ---- | ---- |
| 835  | 779  | 656  | 544  | 591  | 699  | 715  | 629  | 838  |

| 1962 | 1968 | 1975 | 1982 | 1990 | 1999 | 2006 | 2007 | 2012 |
| ---- | ---- | ---- | ---- | ---- | ---- | ---- | ---- | ---- |
| 794  | 781  | 734  | 700  | 714  | 716  | 752  | 757  | 822  |

| 2017 | 2022 | - | - | - | - | - | - | - |
| ---- | ---- | - | - | - | - | - | - | - |
| 816  | 849  | - | - | - | - | - | - | - |

## Culture locale et patrimoine

### Lieux et monuments

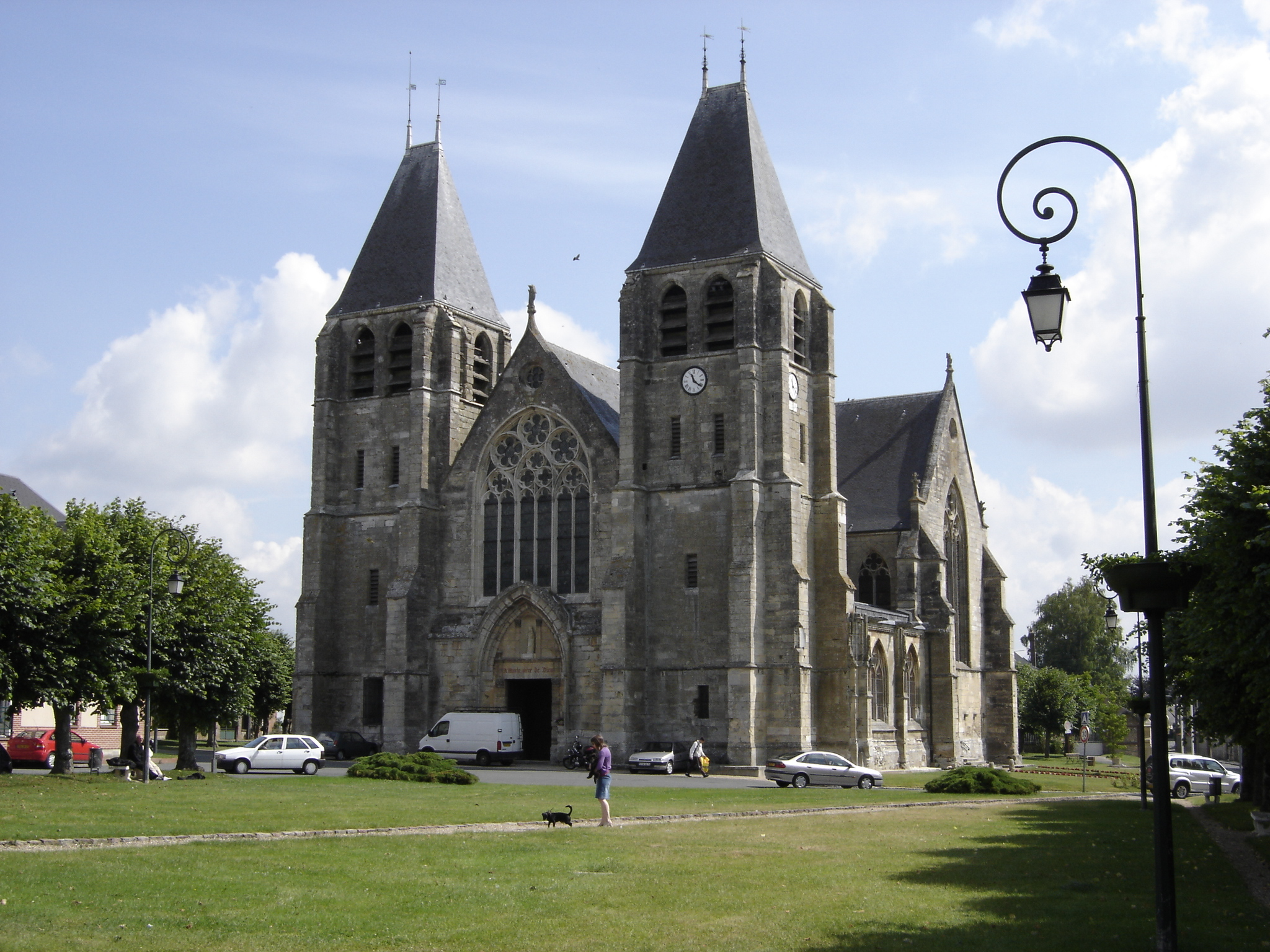
La collégiale Notre-Dame d'Écouis.

Écouis possède une collégiale de dimensions imposantes fondée par Enguerrand de Marigny. L'intérieur de l'édifice renferme plusieurs statues remarquables.
- Église Saint-Martin (vestiges)[32].
- Église Saint-Aubin[33], détruite.
- Château[34], siège d'un institut médico-éducatif.

- Château de Mussegros[35]
Le château, avec parc et communs[36], est au début du XVIIe siècle, la possession d'Albert de Gondi, duc de Retz et général des galères. Il est reconstruit à partir de 1661 par un parlementaire rouennais, Charles Pavyot. Au XVIIIe siècle, Nicolas de Frémont d'Auteuil le remanie[37].

### Personnalités liées à la commune
- Enguerrand de Marigny (vers 1260-1315), chambellan et ministre du roi Philippe IV le Bel, il fit construire la collégiale d'Écouis.
- Vincent de Paul (1581-1660), chanoine à Écouis.
- Alexandre Ambroise Pantin (1735-1824), propriétaire cultivateur, homme politique né à Écouis, député de l'Eure de 1791 à 1792.
- Antoine Marie François Hallé d'Amfreville (1742-1794), prêtre, chanoine  à Écouis, n'ayant pas prêté serment, exécuté à Évreux le 13 juillet 1794.
- Marie-Félicité Le Maître (1756-1802).
- Onésime Cresté (1853-1905), supérieur de l'institution diocésaine, musicien.
- Elie Wiesel (1928-2016), recueilli au préventorium d'Écouis.

### Héraldique
| Blason de Écouis | Blason  | D'azur à deux fasces d'argent.                                                                           |
| Blason de Écouis | Détails | Armes de Le Portier de Marigny, famille d'Enguerrand de Marigny, relevées par la commune au XIXe siècle. |